# Mistrzostwa Polski w Łucznictwie 2008
72. Mistrzostwa Polski w łucznictwie odbyły się w dniach 28–31 sierpnia 2008 w Zgierzu.

## Medaliści

### Strzelanie z łuku klasycznego
| Konkurencja            | Złoto                               | Srebro                           | Brąz                             |
| indywidualnie kobiet   | Paula Wyczechowska (Łucznik Żywiec) | Justyna Mospinek (Piątka Zgierz) | Klaudia Kruczek (Łucznik Żywiec) |
| indywidualnie mężczyzn | Rafał Dobrowolski (Stella Kielce)   | Tomasz Przepióra (Stella Kielce) | Piotr Piątek (Łucznik Żywiec)    |
| drużynowo kobiet       | Łucznik Żywiec                      | Olimpia Suchedniów               | Społem Łódź                      |
| drużynowo mężczyzn     | Łucznik I Żywiec                    | Stella I Kielce                  | Stella II Kielce                 |

### Strzelanie z łuku bloczkowego
| Konkurencja            | Złoto                            | Srebro                           | Brąz                                |
| indywidualnie kobiet   | Anna Stanieczek (Orlik Goleszów) | Renata Leśniak (MGOKiS Dobczyce) | Joanna Augustyn (Marymont Warszawa) |
| indywidualnie mężczyzn | Marcin Szemiot (Talent Wrocław)  | Łukasz Lach (Łucznik Żywiec)     | Konrad Wojtkowiak (Leśnik Poznań)   |
| drużynowo mężczyzn     | Talent Wrocław                   | Leśnik Poznań                    | X-10 Jaworze                        |